# روبرت سي سبرنجر
روبرت سي سبرنجر (بالإنجليزية: Robert C. Springer)‏ (و. 1942 – م) هو ضابط، ورائد فضاء من الولايات المتحدة الأمريكية . ولد في سانت لويس، ميزوري .

## ريادة الفضاء
شارك في المهمات الفضائية:
- STS-29
- STS-38.

## الخدمة العسكرية
خدم في قوات مشاة بحرية الولايات المتحدة.

## جوائز
حصل على جوائز منها:
- جائزة الشجاعة طيران
- ميدالية النجمة البرونزية
- وسام الجو.